# Christian Manrique
Christian Manrique Díaz (Móstoles, 2 ottobre 1998) è un calciatore spagnolo, difensore del Panaitōlikos.

## Carriera
Cresciuto nel settore giovanile del Rayo Vallecano, nel 2018 è stato acquistato dall'Omonia, formazione della prima divisione cipriota. Due stagioni più tardi si è trasferito all'Olympiakos Nicosia, con cui ha disputato altre due annate nella stessa categoria. Nel 2022 è passato al Debrecen, club della prima divisione ungherese.

## Statistiche

### Presenze e reti nei club
Statistiche aggiornate al 4 aprile 2023.
| Stagione                  | Squadra                   | Campionato                | Campionato | Campionato | Coppe nazionali | Coppe nazionali | Coppe nazionali | Coppe continentali | Coppe continentali | Coppe continentali | Altre coppe | Altre coppe | Altre coppe | Totale | Totale |
| Stagione                  | Squadra                   | Comp                      | Pres       | Reti       | Comp            | Pres            | Reti            | Comp               | Pres               | Reti               | Comp        | Pres        | Reti        | Pres   | Reti   |
| ------------------------- | ------------------------- | ------------------------- | ---------- | ---------- | --------------- | --------------- | --------------- | ------------------ | ------------------ | ------------------ | ----------- | ----------- | ----------- | ------ | ------ |
| 2017-2018                 | Rayo Vallecano B          | TD                        | 24         | 1          |                 | -               | -               |                    | -                  | -                  |             | -           | -           | 24     | 1      |
| 2018-2019                 | Omonia                    | A                         | 9+10       | 0          | CC              | 0               | 0               |                    | -                  | -                  |             | -           | -           | 19     | 0      |
| 2019-2020                 | Omonia                    | A                         | 0          | 0          | CC              | 2               | 0               |                    | -                  | -                  |             | -           | -           | 2      | 0      |
| Totale Omonia             | Totale Omonia             | Totale Omonia             | 9+10       | 0          |                 | 2               | 0               |                    | -                  | -                  |             | -           | -           | 21     | 0      |
| 2020-2021                 | Olympiakos Nicosia        | A                         | 24+7       | 1+0        | CC              | 4               | 0               |                    | -                  | -                  |             | -           | -           | 35     | 1      |
| 2021-2022                 | Olympiakos Nicosia        | A                         | 18+8       | 0+1        | CC              | 2               | 0               |                    | -                  | -                  |             | -           | -           | 28     | 1      |
| Totale Olympiakos Nicosia | Totale Olympiakos Nicosia | Totale Olympiakos Nicosia | 42+15      | 1+1        |                 | 6               | 0               |                    | -                  | -                  |             | -           | -           | 63     | 2      |
| 2022-2023                 | Debrecen                  | NB1                       | 14         | 0          | CU              | 4               | 0               |                    | -                  | -                  |             | -           | -           | 18     | 0      |
| Totale carriera           | Totale carriera           | Totale carriera           | 114        | 3          |                 | 12              | 0               |                    | -                  | -                  |             | -           | -           | 126    | 3      |